# Stormwitch
Stormwitch é uma banda de heavy metal de Heidenheim, Baden Württemberg, Alemanha, formada em 1979 sob o nome Lemon Sylvan. O nome foi mudado para Stormwitch  em 1981.[carece de fontes?] Apesar de não obterem o mesmo reconhecimento que Accept, Running Wild, Grave Digger e Rage, ajudaram a formar a base do heavy metal alemão na década de 1980.

## Membros
O vocalista Andy Mück foi o único membro consistente da banda devido as numerosas mudanças desde a sua formação.

### Formação atual
- Andy Mück - Vocal (1979–1994, 2002–presente)
- Jürgen Wannenwetsch - Baixo (1981–1983, 2005–presente)
- Peter "Lancer" Langer - Bateria e percussão (1983–1994, 2013-presente)
- Stoney - Guitarra (2010–presente)
- Volker Schmietow - Guitarra (2013-presente)

### Músicos antigos
Guitarristas
- Steve Merchant (Stefan Kauffman) (1979–1989)
- Lee Tarot (1979–1989) †
- Wolf Schludi (1989)
- Damir Uzunovic (The Armada) (1991–1994)
- Joe Gassmann (Sanvoisen, ex-Letter X) (1991–1992)
- Robert ``Robby`` Balci (Defending the Faith, ex-Death In Action) (1992-1994, ao vivo)
- Martin Winkler (2002–2004)
- Fabian Schwarz (Runamok, ex-Paradox (Ger), Ritual Spirit, Tyran' Pace) (2002–2004)
- Oliver Weislogel (2004-2005)
- Marc Scheunert (2010-2013)

Baixistas
- Ronny "Pearson" Gleisberg (1983–1989)
- Andy "Hunter" Jäger (1989–1990)
- Martin Albrecht (Valley's Eve, Mystic Prophecy, Rough) (1990–1994)
- Dominik Schwarz (Runamok) (2002–2004)

Bateristas
- Marc Oppold (ex-Tyrant (Ger), ex-Death in Action) (2002–2004)
- Michael Blechinger (2004–2005)
- Harry Reischmann (2010–2011)
- Stefan Köllner (2011–2013)

Tecladistas
- Alex Schmidt (ex-Tyran' Pace) (2002–2004)
- Andrew Roussak (2004–2005)

## Discografia
O Stormwitch formou-se nos anos 1980 e lançou 7 álbuns na sua fase original:
Álbuns de estúdio
- Walpurgis Night (1984)
- Tales of Terror (1985)
- Stronger Than Heaven (1986)
- The Beauty and the Beast (1988)
- Eye of the Storm (1989)
- War of the Wizards (1992)
- Shogun (1994)
- Dance with the Witches (2002)
- Witchcraft (2004)
- Season of the Witch (2015)
- Bound to the Witch (2018)

Álbuns ao vivo
- Live in Budapest (1989)

Coletâneas
- The Best Of (1992)
- Priest of Evil (1998)
- Call of the Wicked (2000)